# Escudo de Sanahuja

Representación del escudo de armas municipal de Sanahuja.

El escudo de armas de Sanahuja es un símbolo del municipio español de Sanahuja (oficialmente Sanaüja) y se describe, según la terminología precisa de la heráldica, por el siguiente blasón:

«Escudo en losange de ángulos rectos: de plata, tres fajas vibradas de gules. Al timbre, una corona mural de villa.»

## Diseño
La composición del escudo está formada sobre un fondo en forma de cuadrado apoyado sobre una de sus aristas, llamado escudo de ciudad o escudo embaldosado, según la configuración difundida en Cataluña al haber sido adoptada por la administración en sus especificaciones para el diseño oficial, de color gris claro (argén o plata), y distribuidas sobre el fondo, tres franjas horizontales cuyos perfiles exteriores se hallan formados por dientes angulados (fajas vibradas) de color rojo vivo (gules).
El escudo está acompañado en la parte superior de un timbre en forma de corona mural, que es la adoptada por la Generalidad de Cataluña para timbrar genéricamente a los escudos de los municipios. En este caso, se trata de una corona mural de villa, que básicamente es un lienzo de muralla amarillo (oro) con puertas y ventanas en negro (cerrado de sable), con ocho torres almenadas, cinco de ellas vistas.

## Historia

Escudo de Armas de los Sanahuja. De plata con tres franjas vibradas de gules..

Este blasón fue aprobado el 23 de octubre de 1997 y publicado en el DOGC nº 2.520 de 18 de noviembre del mismo año.
Se trata de armas arqueológicas de vasallaje. El escudo de plata con tres franjas vibradas de gules son las armas de los Sanahuja, antiguos castellanos de Sanahuja.